# Viés de cascata
Viés de cascata é um conceito que surgiu no campo da ciência forense em um artigo liderado por Itiel Dror para indicar a tendência de informações e conclusões tiradas em uma etapa da investigação influenciar as impressões e conclusões tiradas em etapas posteriores da investigação.
Isto pode ocorrer quando por exemplo o perito responsável por coletar as evidências em uma cena de crime é o mesmo que realizará o trabalho forense de análise no laboratório. Neste caso, a interpretação e conclusão da análise ou a própria análise laboratorial pode ser influenciada por informações contextuais irrelevantes que o perito tenha sido exposto na cena do crime. Outro exemplo é quando o responsável pelo trabalho pericial em uma etapa posterior tenha tido acesso a informações de etapas anteriores da investigação que são desnecessárias para a realização de seu trabalho mas com potencial de influenciar suas conclusões.
Em um estudo, 38 participantes foram expostos a informações contextuais irrelevantes para avaliar o efeito desta informação em suas conclusões posteriores. Estes participantes simularam uma situação de crime onde moldes de esqueletos masculinos (sendo que os participantes desconheciam a sexualidade dos esqueletos) foram obtidos após uma escavação. Na simulação os esqueletos encontrados estavam vestidos com roupas neutras e outros com roupas femininas. Um grupo teve acesso a informação de quais roupas os esqueletos vestiam no momento da escavação, enquanto um grupo de controle realizou a análise antropológica forense dos restos do esqueleto sem qualquer informação do vestuário. O resultado indicou que as conclusões foram fortemente influenciadas pela informação contextual da vestimenta dos esqueletos, mesmo essas devendo ser irrelevantes para as conclusões. A título de exemplo, apenas um estudante foi capaz de identificar corretamente que o molde de esqueleto masculino identificado como vestindo roupas femininas no momento da escavação eram um esqueleto masculino e não feminino.
Para mitigar este tipo de viés o ideal é que cada etapa da investigação seja realizada por pessoas diferentes e a definição prévia de quais informações produzidas nas etapas anteriores são realmente necessárias de serem informadas ao perito que realizará a etapa posterior da investigação, de modo a permitir que seu trabalho seja feito sem que informações irrelevantes possam induzi-lo ao engano.